# ۳۰ ژوئیه
۳۰ ژوئیه در تقویم گرگوری، دویست و یازدهمین (در سال‌های کبیسه دویست و دوازدهمین) روز سال است. ۱۵۴ روز تا پایان سال باقی است.

## رویدادها
- ۱۳ - نبرد اجنادین بین نیروهای مسلمان و امپراتوری روم شرقی به وقوع پیوست که با شکست قاطع رومیان و تصرف فلسطین از طرف مسلمانان انجامید.
- ۱۴۱ - شهر بغداد (احتمالا شهر جدید) در کرانه غربی رود دجله به دستور خلیفه المنصور عباسی بنیاد نهاده شد.

## زادروزها
- ۱۴۷۰ - هونگ‌جی، نهمین امپراتور دودمان مینگ در چین
- ۱۹۷۰ - کریستوفر نولان، کارگردان سرشناس آمریکایی
- ۱۹۷۴ - آرنولد شوارتزنگر ، بازیگر و سیاستمدار آمریکایی
- ۱۹۷۹ - محسن چاووشی، خواننده، ترانه‌سرا و آهنگساز ایرانی
- ۱۹۸۰ - رحمان احمدی، فوتبالسیت ایرانی
- ۱۹۹۴ – آندرئا وندرامه، دوچرخه‌سوار اهل ایتالیا

## مرگ‌ها
- ۱۸۵۲ - میجی، صد و بیست و دومین امپراتور ژاپن (۱۹۱۲–۱۸۶۷) (توکیو، ژاپن)
- ۲۰۰۶ - زدراکو رایکوف، بازیکن و سرمربی فوتبال یوگسلاو (مکزیکو سیتی، مکزیک)
- ۲۰۰۷ - میکل آنجلو آنتونیونی، کارگردان و فیلم‌نامه‌نویس ایتالیایی (رم، ایتالیا)
- ۲۰۰۷ - ارنست اینگمار برگمن، کارگردان و فیلم‌ساز سوئدی (فور، سوئد)
- ۲۰۰۷ - علی مشکینی، رئیس مجلس خبرگان رهبری (۲۰۰۷–۱۹۸۳) و امام جمعه دائم قم (تهران، ایران)

## مناسبت‌ها
- روز جهانی دوستی
- روز جهانی مبارزه با قاچاق انسان